# Menyhért Gábor Hajdu
Menyhért Gábor Hajdu (n. 15 octombrie 1938, Sânmartin, Harghita, România) este un fost senator român în legislatura 1990-1992 și în legislatura 1996-2000, ales în județul Harghita pe listele partidului UDMR. În cadrul activității sale parlamentare în legislatura 1990-1992, Menyhért Gábor Hajdu a fost membru în grupul parlamentar de prietenie cu Republica Turcia. În legislatura 1990-1992, Menyhért Gábor Hajdu a fost membru în  comisia pentru muncă, probleme sociale, sănătate (din ian. 1992) și în comisia pentru politică financiară, bancară și bugetară (până în ian. 1992). De asemenea, în această legislatură,  Menyhért Gábor Hajdu a fost membru în comisia de redactare a proiectului Constituției României. Hajdu Gabor a fost ministrul sănătății în Guvernul Radu Vasile în perioada 10 iulie 1998 - 29 decembrie 1999.    